# Хайнрих LXVII (Ройс млада линия)
Хайнрих LXVII Ройс (на немски: Heinrich LXVII Fürst Reuß jüngere Linie; * 20 октомври 1789, Шлайц; † 11 юли 1867, Гера) е управляващ княз на княжеството Ройс млада линия (1854 – 1867), граф и господар на Плауен, господар на Грайц, Кранихфелд, Гера, Шлайц и Лобенщайн.

## Биография
Той е вторият син (шестото дете) на Хайнрих XLII Ройс-Шлайц (1752 – 1818), граф Ройс-Шлайц (1784 – 1806), княз Ройс-Шлайц (1806 – 1818), и принцеса Каролина Хенриета фон Хоенлое-Кирхберг (1761 – 1841), дъщеря на княз Кристиан Фридрих Карл фон Хоенлое-Кирхберг (1729 – 1819) и принцеса Луиза Шарлота фон Хоенлое-Лангенбург (1732 – 1777).
Хайнрих LXVII Ройс влиза като млад в пруската войска и от 28 февруари 1805 г. е лейтенант. На 9 април 1806 г. е издигнат на имперски княз.
От 1806 до 1809 г. следва в Дрезден. Той участва във войната за освобождение през 1814 г. и получава Железен кръст 2.класа. На 4 август 1818 г. той напуска и е повишен на майор. На 1 ноември 1840 г. става полковник, на 22 март 1845 г. е генерал-майор и на 19 април 1851 г. генерал-лейтенант.
Хайнрих LXVII Ройс последва като княз брат си Хайнрих LXII (* 31 май 1785, Шлайц; † 19 юни 1854, Гера). На 1 юли 1860 г. кралят го прави генерал на кавалерията. Кралският пруски генерал на кавалерията е смятан за мъж с умения и много е обичан в страната си. Той е в съюза на масоните. Като княз е тесен съюзник на Прусия.
През 1848 г. резиденцията се мести от Шлайц в Гера и той престроява от 1859 до 1863 г. дворец Остерщайн, където на 1 март 1908 г. е сключен бракът между българския цар Фердинанд I и Елеонора Ройс-Кьостриц.
Княжество Ройс-Лобенщайн-Еберсдорф отива през 1848 г. към Ройс-Шлайц. Хайнрих LXVII Ройс умира на 77 години на 11 юли 1867 г. в Гера.

## Фамилия
Хайнрих LXVII Ройс се жени на 18 април 1820 г. в Еберсдорф за принцеса Аделхайд Ройс-Еберсдорф (* 28 май 1800, Еберсдорф; † 25 юли 1880, Гера), дъщеря на княз Хайнрих LI Ройс-Еберсдорф (1761 – 1822) и графиня Луиза фон Хойм (1772 – 1832). Те имат осем деца, от които само две порастват:
- Хайнрих V (* 4 декември 1821, Гера; † 24 март 1834, Кобург)
- Анна Каролина Луиза Аделхайд (* 16 декември 1822, Гера; † 1 април 1902, Рудолщат), омъжена на 7 март 1843 г. в Шлайц за принц Адолф фон Бентхайм-Текленбург-Реда (1804 – 1874)
- Елизабет (* 8 юни 1824, Гера; † 17 декември 1833, Кобург)
- Хайнрих VIII (* 21 януари 1827, Гера; † 17 февруари 1828, Гера)
- Хайнрих XI (* 18 ноември 1828, Гера; † 6 март 1830, Гера)
- Хайнрих XIV (* 28 май 1832, Кобург; † 29 март 1913, Шлайц), княз на Ройс-Шлайц (1867 – 1913), женен I. на 6 февруари 1858 г. за херцогиня Агнес фон Вюртемберг (* 13 октомври 1835; † 10 юли 1886), II. (морг.) на 14 февруари 1890 г. в Лайпциг за Фридерика Граец, направена на 28 май 1890 фрау фон Заалбург (* 28 февруари 1851; † 22 май 1907)
- Хайнрих XVI (* 2 август 1835, Кобург; † 4 април 1836, Кобург)
- Мария Каролина Аделхайд (* 12 април 1837; Кобург; † 18 май 1840, Гера)